# Tour de Colombie 2000
Le Tour de Colombie 2000, qui se déroule du 11 au 26 juin 2000, est une épreuve cycliste remportée par le Colombien Héctor Iván Palacio. Cette course est composée de seize étapes.

## Classement général
| Classement final | Classement final    | Classement final | Classement final | Classement final    |
|                  | Coureur             | Pays             | Équipe           | Temps               |
| ---------------- | ------------------- | ---------------- | ---------------- | ------------------- |
| 1er              | Héctor Iván Palacio | Colombie         | 05-Orbitel       | en 58 h 51 min 53 s |
| 2e               | Élder Herrera       | Colombie         | 05-Orbitel       | + 2 s               |
| 3e               | Héctor Castaño      | Colombie         | 05-Orbitel       | + 1 min 37 s        |
| modifier         |                     |                  |                  |                     |